# Malmö Aréna
A Malmö Aréna egy multifunkcionális csarnok Malmőben. A helyszín élőzenés rendezvényeknek, vígjátékoknak és sporteseményeknek ad otthont. Az aréna a svéd jégkorongcsapat, a Malmö Redhawks hazai pályája. A Malmö Aréna az egyik legnagyobb fedett sportlétesítmény az országban.

## Építés
1997-ben Percy Nilsson tervei alapján került a malmői városi önkormányzatához egy elképzelés a Malmö Arénáról. Tíz évvel később, 2007-ben kezdődött meg az építkezés, amely 2008-ra fejeződött be.

## Történet
A Malmö Aréna 2008-ban nyílt meg, és a sportrendezvények mellett koncerteket is rendeznek itt.

## Rendezvények
2010-ben Lady Gaga is adott koncertet az arénában. A Melodifestivalennek az Eurovíziós Dalfesztivál svédországi nemzeti válogatójának az egyik állandó helyszíne 2009 óta. 2013-ban és 2024-ben az Eurovíziós Dalfesztiválnak is otthont adott az aréna, 2014-ben pedig a junior jégkorong világbajnokságot is itt rendezték meg. Itt fog megrendezésre kerülni a 2024-es férfi floorball világbajnokság december 7-e és 15-e között.